# Lago del Frassino
Il lago del Frassino è un piccolo lago di origine glaciale situato in provincia di Verona, ai confini con la provincia di Brescia. Si estende nell'entroterra del comune di Peschiera del Garda, tra le frazioni di San Benedetto di Lugana e Broglie. 

## Descrizione

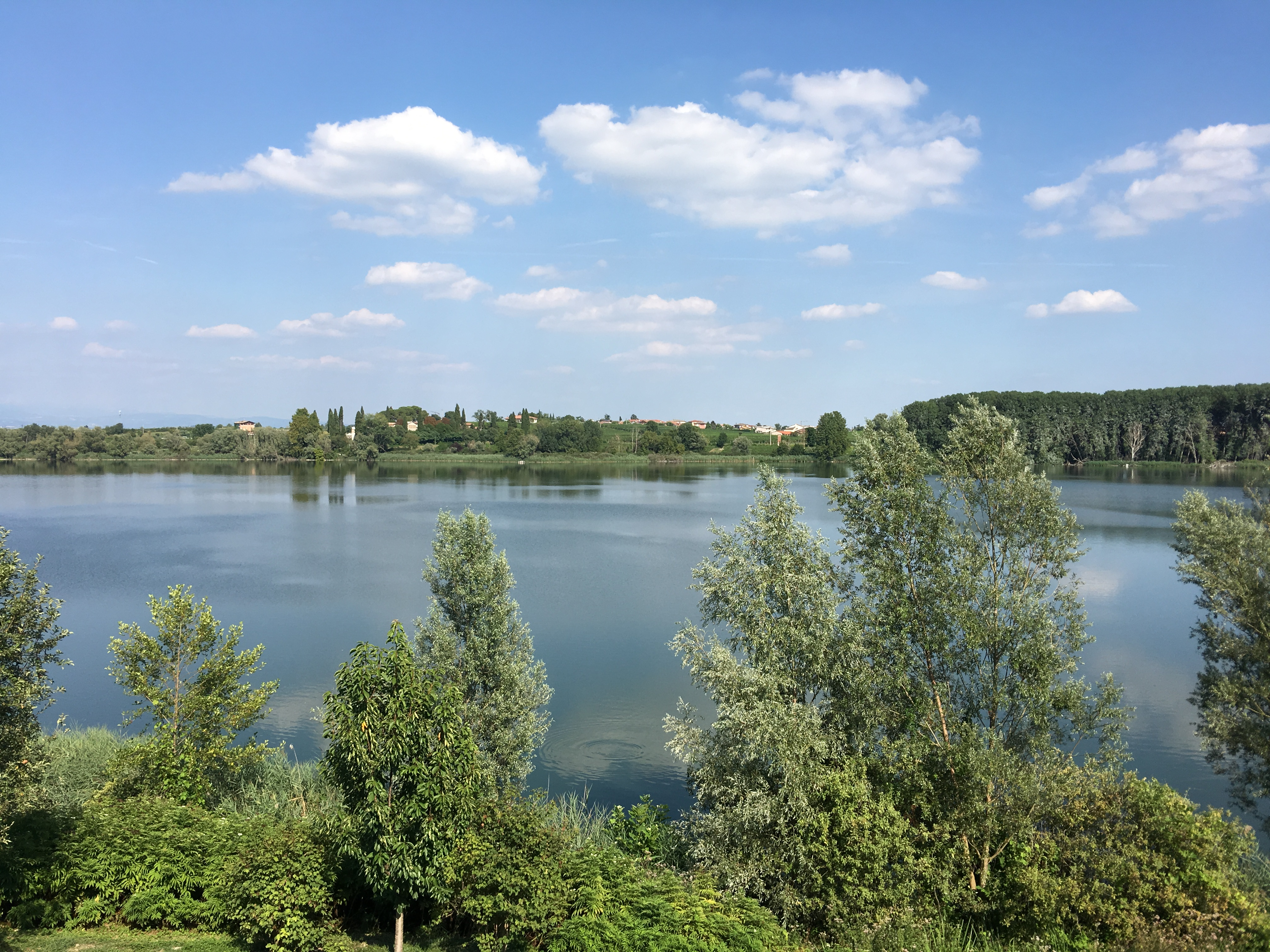
Scorcio

L'ambiente geografico e naturalistico nel quale il laghetto si integra è quello delle colline moreniche a sud del lago di Garda.
Le dimensioni del bacino lacustre si aggirano intorno ai 75/80 ettari, per una lunghezza di 770 m e una larghezza di 380 m. La profondità massima è di 15 metri. L'altitudine media è di circa 80 m s.l.m. Vi sono tre immissari e due emissari di piccola portata, perciò si hanno variazioni del livello dell'acqua molto lievi.
Il laghetto del Frassino è un biotopo di rilevanza europea e un'oasi naturale protetta per le sue peculiarità faunistiche e floristiche. Al suo interno è situato il "Sito palafitticolo del Frassino", inserito nella lista del patrimoni dell'umanità dell'Unesco nell'ambito del sito seriale transnazionale Siti palafitticoli preistorici dell'arco alpino.

## Flora e fauna
Negli ultimi anni alcune ricerche ornitologiche hanno evidenziato la ricchezza dell'avifauna locale. Nell'oasi sono state segnalate moltissime specie di uccelli, almeno 160, di cui una quarantina nidificanti, ma il laghetto è fondamentale soprattutto come luogo sicuro per le anatre tuffatrici nei mesi invernali, in particolare il moriglione e la moretta. Altre anatre svernanti sono la moretta grigia, la moretta tabaccata, il germano reale, il mestolone, l'alzavola, il fischione, il fistione turco e la canapiglia; sporadicamente si trovano l'orco marino, la pesciaiola, il quattrocchi, il codone e la volpoca. Comune è il cormorano, così come varie specie di aironi sia d'inverno che nei mesi estivi: nidificano il tarabusino, l'airone rosso e, talora, anche l'airone cenerino. Nidificano anche l'usignolo di fiume, la cannaiola comune, il cannareccione, il codibugnolo, cince e fringillidi, oltre al picchio rosso maggiore e al picchio verde; si trovano anche la folaga e la gallinella d'acqua. Anche alcuni rapaci frequentano il laghetto, ma solo il falco di palude e il lodolaio vi hanno sporadicamente nidificato.
L'umido terreno circostante è ricco di specie floristiche rilevanti: oltre agli arbusti paludicoli e ai canneti, è da segnalare la presenza di un raro bosco planiziale con antichi pioppi e salici, che consente la sopravvivenza di varie specie animali, fra cui la rana di Lataste (Rana latastei), specie minacciata e in pericolo di estinzione.

## Anatre tuffatrici

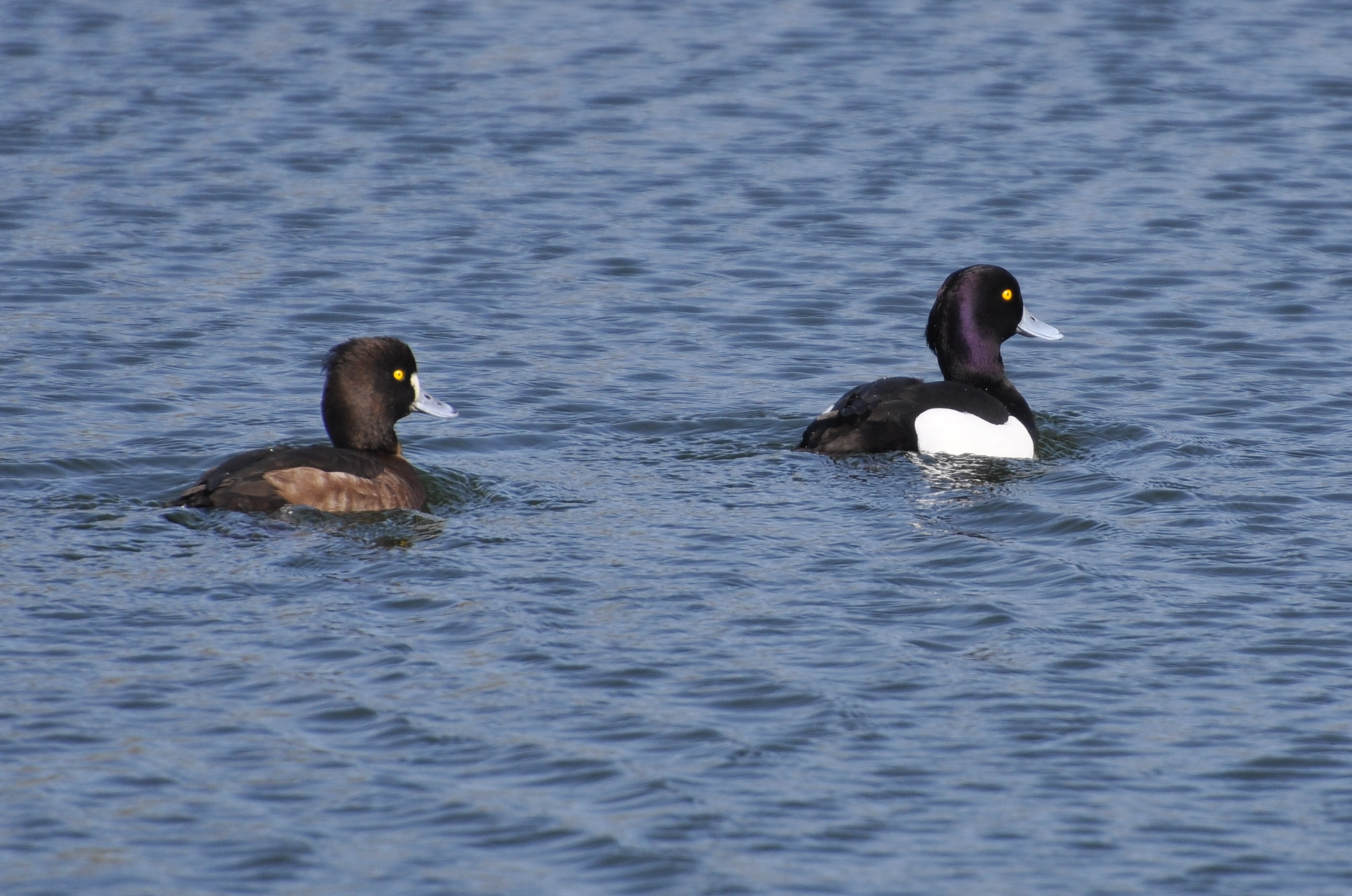
coppia di morette

Il Lago del Frassino è fondamentale soprattutto come luogo sicuro per le anatre tuffatrici nei mesi invernali, in particolare il moriglione e la moretta. Queste anatre vengono a svernare nell'area gardesana dopo avere volato per chilometri e chilometri provenendo perlopiù dall'Europa centro-orientale; la moretta con un viaggio più lungo poiché nidifica comunemente più a nord del moriglione, che invece preferisce zone temperate. Le anatre trascorrono le ore diurne sostando sulle acque del laghetto del Frassino per poi passare la notte nel vicino Benaco (Lago di Garda) dove possono nutrirsi grazie alla presenza di Dreissena polymorpha. Questo bivalve, detto cozza zebra, introdotto accidentalmente o di proposito in Europa occidentale, è divenuto nei mesi invernali la fonte energetica principale per la moretta. Il mollusco ha colonizzato pian piano i laghi europei, anche quelli prealpini italiani, primo tra tutti il Lago di Garda già alla fine degli anni '60 del XX secolo. L'abbondanza alimentare è stata sicuramente un fattore determinante per queste anatre nello scegliere il Garda come sito trofico, ma l'incremento del contingente svernante si è creato anche per l'istituzione di norme di tutela. Pian piano il laghetto è divenuto un'oasi per queste due anatre tuffatrici, che hanno imparato a sfruttarlo per sostare e riposarsi in pace durante il giorno; la logistica poi è straordinaria: basta loro prendere il volo per pochi minuti e durante la notte si possono tuffare nelle acque del Garda, ricche dei molluschi di cui sono ghiotte. Nella seconda metà del XX secolo per queste due anatre si è registrata un'espansione numerica e di areale verso sud-ovest, dovuta, almeno per la moretta, in parte alla capacità di adattarsi e di insediarsi anche in piccoli invasi come i laghetti di parchi urbani, dall'altra proprio per la comparsa della Dreissena polymorpha. Dalle due dozzine di morette e moriglioni contati nel 1989, in qualche anno la presenza è salita a circa 4.000-5.000 individui. La moretta è sempre numerosa, contrariamente all'andamento nazionale, e il Laghetto del Frassino è oggi il sito italiano più importante per lo svernamento di questa specie: si contano qui, infatti, un terzo delle morette italiane.

## Birdwatching

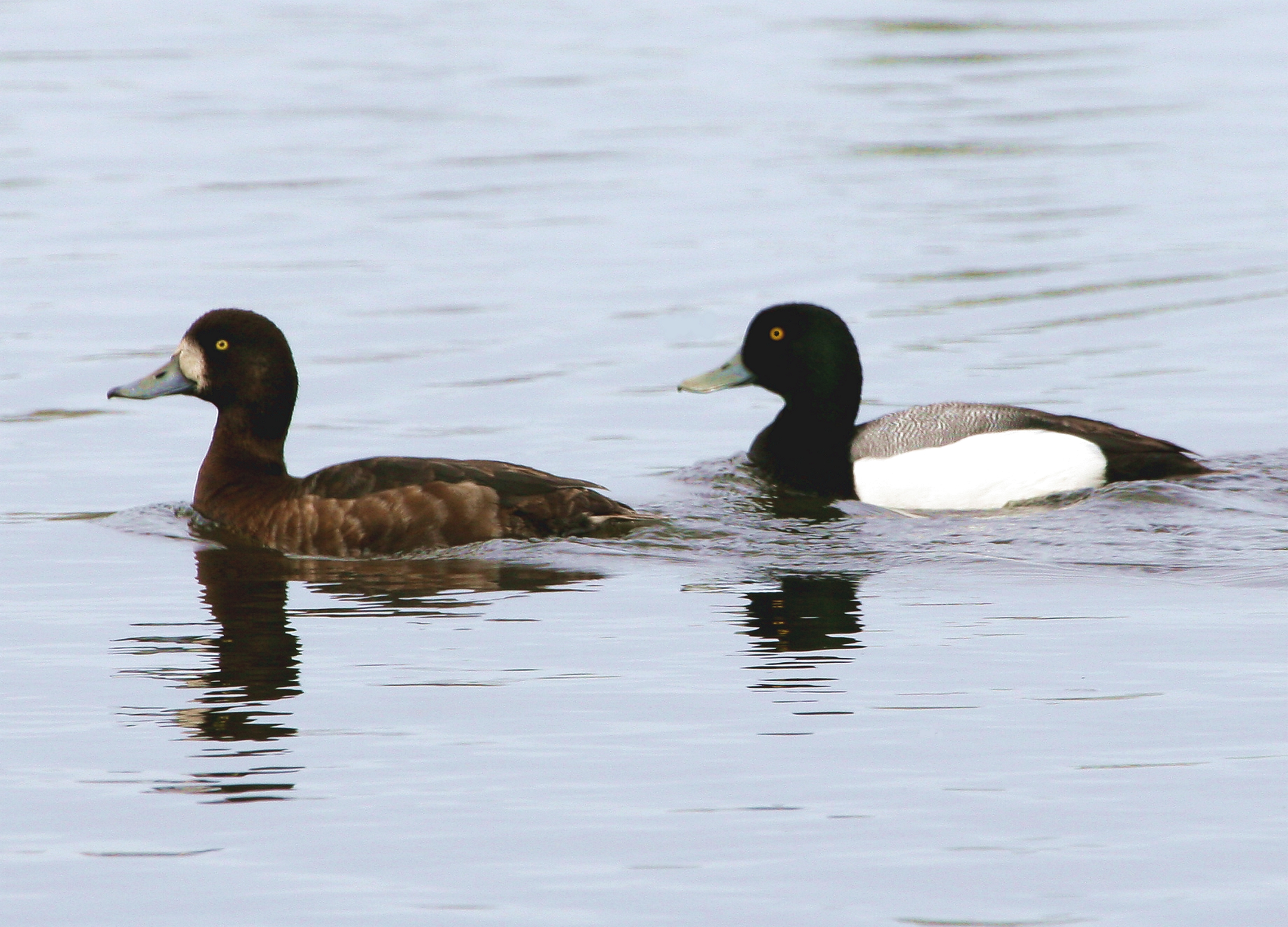
coppia di morette grigie

Il Laghetto del Frassino è una specie di calamita per i birdwatcher durante i mesi invernali. Sulle sue acque, tra la fine di settembre e aprile, sostano migliaia di anatre tuffatrici, moretta e il moriglione, ma sono regolari anche le più sporadiche moretta tabaccata e moretta grigia. Nel gruppo di anatre si confondono spesso alcune rarità come moretta codona (inverno 2010/2011) o gobbo della Giamaica (3 segnalazioni), pesciaiola e gabbiano pontico. Nel gennaio 2014 è stata anche segnalata una moretta dal collare.
Si segnala che le sponde del lago sono proprietà privata e le visite sono ammesse previa autorizzazione del Settore faunistico ambientale della Provincia di Verona.

## Tutela ambientale

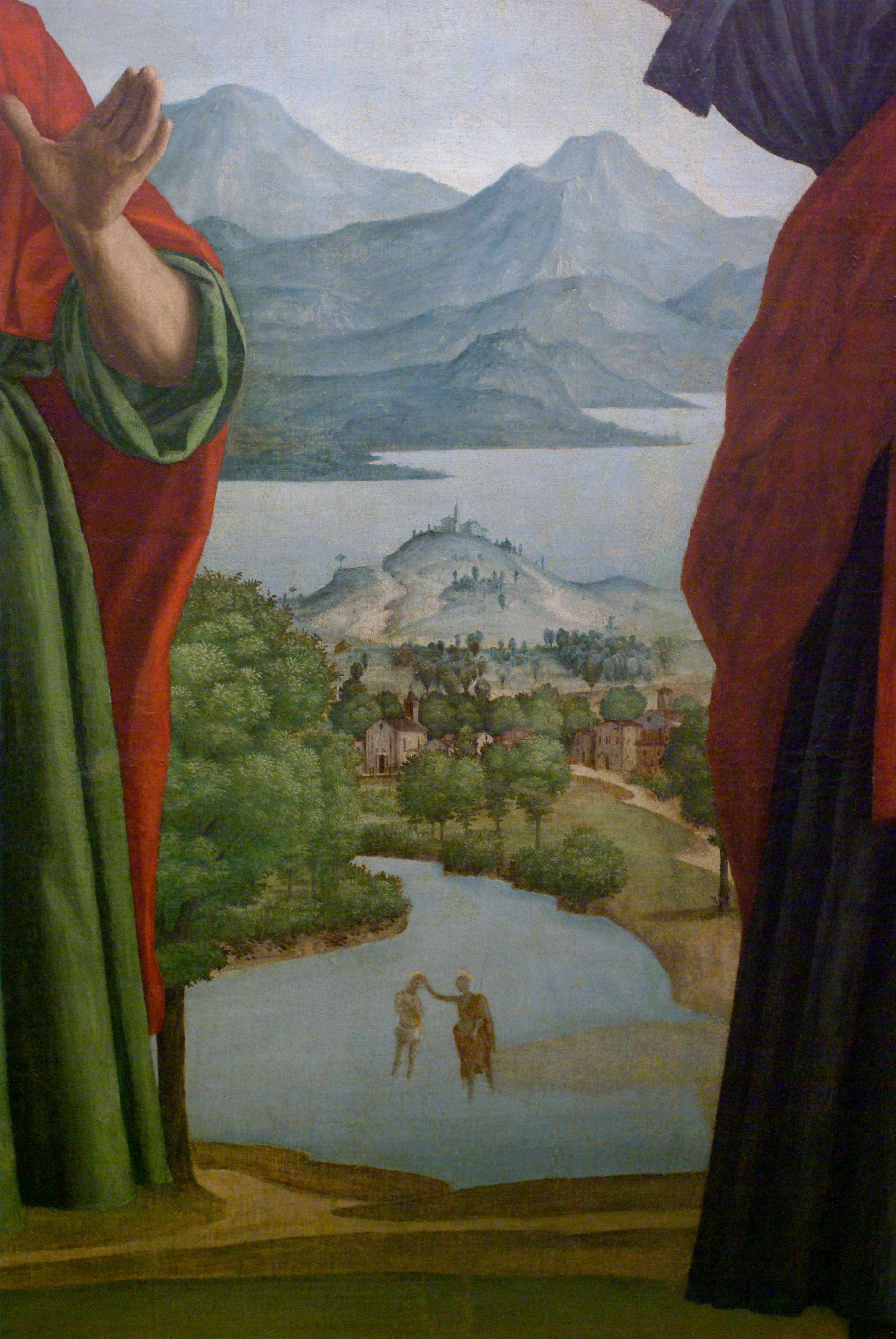
Veduta del basso Lago di Garda, forse nei pressi del Lago del Frassino, particolare della Madonna della Quercia di Girolamo dai Libri

All'inizio degli anni '90 del XX secolo le acque del Laghetto del Frassino furono considerate zona protetta per l'avifauna e sparirono così le oltre venti postazioni fisse di caccia che trovavano posto sulle sue sponde.
Il Laghetto del Frassino fu segnalato come pregevole zona naturalistica già nel 1972 e successivamente tutelato solo dal punto di vista paesaggistico. A partire dal 1990 la Provincia di Verona adottò un provvedimento di tutela faunistica, tutela che riguardava esclusivamente lo specchio d'acqua. L'anno seguente venne esteso il perimetro dell'area da tutelare e dal 1996 quest'ultima venne dichiarata "oasi naturale di protezione". Con l'avvento di Rete Natura 2000 il Laghetto del Frassino è stato individuato dalla Regione Veneto come biotopo da salvaguardare ai sensi della Direttiva Habitat (92/43/CEE) e quindi incluso nell'elenco dei siti d'importanza comunitaria (S. I.C.) al n. IT3210003. Nel dicembre 2007, in seguito a un aggiornamento della rete Natura 2000 nella Regione Veneto, è stata finalmente istituita la Zona di Protezione Speciale (Z.P.S.) “Laghetto del Frassino”.
Negli anni scorsi sono stati realizzati alcuni interventi di riqualificazione ambientale condotti da Veneto Agricoltura che hanno consentito di estirpare i rovi, contenere l'espansione di piante infestanti e rampicanti, rimuovere vecchie palizzate e inserire delle cassette-nido per uccelli. È stato anche costruito un ponte di legno e sono stati inseriti dei cartelli a scopo didattico e illustrativo in funzione del percorso di visita al pubblico.

## Minacce
Nonostante l'importanza di questo luogo i corsi d'acqua vengono captati per irrigare i campi lasciando in certi periodi semiasciutto il piccolo lago. Ci sono stati sospetti scarichi illegali di sostanze inquinanti (almeno fino al 2012), insistenti richieste di permessi per costruire, sono stati appiccati incendi dolosi dal 6 al 9 marzo 2012. Negli ultimi mesi del 2014 si è iniziata ad alzare molta preoccupazione per la salvaguardia di questo luogo dal momento che nei prossimi anni è prevista in questa zona la costruzione della linea ferroviaria AV/AC Brescia-Verona; nei primi mesi del 2015 moltissime associazioni ambientaliste e animaliste hanno sottoscritto un comunicato in difesa di quest'area protetta e l'attenzione a questa problematica è molto alta.